# Brzósk
Brzósk (dodatkowa nazwa w j. kaszub. Brzósk) – osada  w Polsce położona w województwie pomorskim, w powiecie bytowskim, w gminie Lipnica na Pojezierzu Bytowskim. 
Mała osada kaszubska, w regionie Kaszub zwanym Gochami nad jeziorem Brzusk.
W latach 1975–1998 miejscowość administracyjnie należała do województwa słupskiego.